# Пафлагония (фема)

Византийские фемы в 950 году

Фема Пафлагония (греч. θέμα Παφλαγονίας) — военно-административный округ Византийской империи, расположенный в одноимённом регионе на северной границе Анатолии.

## История
Фема Пафлагония, управляемая стратигом впервые упомянута в ноябре 826 года, и судя по всему была основана в 820 году. Уоррен Треадголд, считает, что Пафлагония входила в состав фемы Армениак, и получила свой новый статус из-за усиления флота русов на Чёрном море.
После битвы при Манцикерте в 1071 году, большая часть региона была захвачена сельджуками, а военные походы Иоанна II Комнина помогли возвратить лишь побережье. После Четвёртого крестового похода, Пафлагония попала под власть Давида Комнина, дед которого Андроник Комнин был её наместником. Но в 1214 году никейский император Феодор I Ласкарис смог захватить западную часть фемы, включая Амастриду. Область оставалась под властью Византии до конца XIII века, когда попала под власть турецких бейликов.

## География и административное устройство
Фема занимала территорию, на которой раньше находилась римская провинция Пафлагония, ранее входившая в состав фем Опсикий и Букеларии. Столицей этой области со времён античности был город Гангра. Арабские географы Куама ибн Джафар и Ибн-аль-Факих сообщали о том, что провинция располагает 5 000 армией и 5 укреплениями. Фема отличалась наличием в Амастриде катепана, отвечавшего за военный флот.